# Linköping Arena
Linköping Arena é um estádio de futebol localizado em Linköping, Suécia. 

Foi construído em 2011, e inaugurado em 2013. 

Tem capacidade para 7 500 pessoas, e recebe os jogos do clube Linköpings FC. 

## Eventos
- Campeonato Europeu de Futebol Feminino de 2013